# Laena brunkei
Laena brunkei (лат.) — вид жуков-чернотелок рода Laena из подсемейства мохнатки (Lagriinae, Tenebrionidae). Юго-Восточная Азия. Вид назван в честь канадского колеоптеролога Adam J. Brunke (Оттава), собравшего типовую серию.

## Распространение
Юго-Восточная Азия: Вьетнам (провинция Каобанг); Китай, Гуйчжоу (1800—2000 м).

## Описание
Мелкие бескрылые жуки-чернотелки, длина тела от 3,7 до 4,7 мм, спинная поверхность светло-коричневая без металлического отблеска. L. brunkei сходен с видами L. burckhardti Schawaller, 1998 из Таиланда и L. kresli Schawaller, 2014 из Лаоса (известными только по типовым лоакациям) небольшим размером тела, невооруженными бёдрами и надкрыльями с нерегулярной пунктировкой без разделения на пунктирные ряды и интервалы. Другие виды с неравномерно пунктированными надкрыльями пока неизвестны в юго-восточной Азии. L. brunkei может быть отделён от обоих видов отсутствием надкрыльных сетчатых пор, а также грубыми и слитными пронотальными точками. Вид был впервые описан в 2023 году немецкими колеоптерологами Вольфгангом Шваллером (Dr. Wolfgang Schawaller) и Aron Bellersheim (Staatliches Museum für Naturkunde, Штутгарт, Германия).